# Manoir de Kerouallan
Le manoir de Kerouallan est situé à Lignol en France.

## Localisation
Le manoir est situé sur le territoire de la commune de Lignol, au lieu-dit Kerouallan, sur un site dominant le Scorff dans le département du Morbihan en région Bretagne.

## Description
Le logis du manoir se compose de deux bâtiments en équerre construits en pierre de taille, aujourd'hui reliés par une tour insérée dans l'angle. Double en profondeur, le logis principal orienté au sud se composait de deux pièces en rez-de-chaussée, celle de l'est étant aujourd'hui en ruines. La porte d'entrée donne accès à la salle aujourd'hui séparée par un mur cloison d'un couloir de distribution, couloir qui contient trois portes en anse de panier jumelées ou en retour, desservant la pièce est en ruines, la tour d'escalier postérieure et le corps postérieur, peut-être un cellier au rez-de-chaussée surmonté de chambres en demi-niveau. La salle communique avec la tour d'angle qui sert d'entrée par un percement maladroit que l'on retrouve en vis-à-vis dans le corps en retour. Sans étage, celui-ci ne se compose aujourd’hui que d'une pièce qui contient un saloir et un évier encastrés dans le mur ouest. Les percements irréguliers de la façade conservent leurs fenêtres moulurées d'un cavet, l'une à accolade, en contraste avec les lucarnes à fronton à angles vifs. Les grandes fenêtres de la salle et de la chambre montrent les traces de grilles. La tourelle d'angle est en pierre de taille à la base (remploi), en moellon régulier à l'étage, les niveaux soulignés par un bandeau, les encadrements des baies harpés.

## Historique
La première mention de la terre noble intervient dans un aveu de Henry de Keremar en 1402. Les réformations de 1427 et 1444 montrent que Kerouallan appartient alors à Jean de Boutouillic qui y demeure. Propriété en 1478 de Philippe Dando, alias de Kerouallan, qui l'avait acquise, cette seigneurie était un ramage de la seigneurie du Coscro. À la montre de 1481, Philippe Dando est dit de la maison de sire de Guémené. La réformation de 1666 mentionne « la maison et manoir noble de Kerouallan avec une métharie, un moulin et quelques hommes ». La famille de Kerouallan conserve le manoir jusqu'au milieu du XXe siècle, à l'exception d'une brève période au milieu du XVIIe siècle, et à la Révolution où il est vendu comme bien national à Jean-Marie Cadoret. Le logis est sans doute construit au début du XVIe siècle. L'appentis postérieur du corps principal est construit au cours du XVIIe siècle. Les lucarnes de la façade sud sont ajoutées en 1730 (cette date lue lors de la première enquête, n'a cependant pas été retrouvée en 2015). Au début du XIXe siècle, la partie est du corps principal est en ruines : elle est remplacée dans la seconde moitié du siècle par un appentis à usage de remise. À la même époque, une tour d'angle est insérée à la jonction des deux corps de logis. L'escalier dans la tour postérieure est remplacé par un escalier en bois à rampe en ferronnerie ; le corps en retour est raccourci, porte et jour sont de nouveau percements. La restauration actuelle date des années 2000, avec reprise des toitures, de la partie haute de l'angle nord-ouest de la tour, ajout d'une lucarne identique à celles du logis sur le corps bas en retour, tandis que la remise ayant remplacé la parte est du corps principal est laissée en ruines.
Le manoir est inscrit à l'inventaire général du patrimoine culturel en 1967.